# 品川氏長
品川 氏長（しながわ うじなが）は、江戸時代中期の高家旗本。

## 生涯
高家旗本前田長敦の三男として生まれる。安永9年（1780年）4月4日、品川氏如の末期養子となり、家督を相続した。同年8月22日、将軍徳川家治に御目見する。生涯高家職に就くことはなかった。天明8年（1788年）2月27日死去、25歳。

## 系譜
正妻・子女ともにいない。竹中定弘の次男氏維を末期養子に迎えた。